# Harry E. Eastman
Pour les articles homonymes, voir Eastman (homonymie).
Harry Eugene Eastman est né dans le Maine (alors dans le Massachusetts) le 25 mars 1819. Il s'est marié à une femme de Green Bay, Elizabeth Margaret Arndt le 29 mars 1843. Ensemble ils eurent 6 enfants, Maye E., Morris, Belle, Ben E., Maude, et Eugenia.
En 1849, il se présenta sans succès au Sénat de l'État. Mais le 4 avril 1856, il devint maire de Green Bay.
Eastman servit dans la cavalerie de Wisconsin, en tant que Major puis Lieutenant Colonel, du novembre 1861 à juillet 1864, durant la Guerre de Sécession à Vicksburg. 
H. E. Eastman est mort en 1898 et est enterré dans le Woodlawn Cemetery.